# 哈里·布雷弗曼
哈里·布雷弗曼（英文：Harry Braverman，1920年12月9日—1976年8月2日）是一名美国的马克思主义者，政治经济学家和革命家。布雷弗曼出生于纽约市的一个工人阶级家庭，17岁开始参加马克思主义和托洛茨基主义运动。曾在多家金属锻造公司工作。1954年参与创办杂志《美国社会主义者》（The American Socialist），并任联合主编达5年之久，直到该杂志被禁。此后担任两家出版社的主编和经理共十余年。1967年起担任《每月评论》出版社社长，他一直工作在那里，直到他55岁在宾夕法尼亚州洪斯代尔去世。他的代表作是：《劳动与垄断资本——二十世纪中劳动的退化》。

## 早年
布雷弗曼是数千名因大萧条事件而变得激进的工业工人之一。他最初在青年人社会主义联盟（YPSL）中参与政治活动，其成员被称为“Yipsels”。尽管Yipsels主要由学生和年轻激进分子组成，但他们公开反对已建立的共产主义团体的立场，对社会主义的国际主义采取坚定支持的立场（这与西班牙内战有关），为工人起义提供热情支持， CIO（工业组织大会）的成立，全面拒绝斯大林政治和扭曲。布雷弗曼并不害怕不受欢迎的立场。他多次寻求通过简单化的马克思理论表达来深化社会主义政治。 “马克思主义，”布雷弗曼告诫说，“这不是一个现成的教条，而是一个广泛的社会发展理论，需要在每个时期进行应用和重新解释。”

## 第二次世界大战后
在第二次世界大战期间服役于造船业之后，布拉弗曼开始加深对革命斗争的认识，加入了美国第一个托洛茨基主义政党：社会主义工人党（SWP）。他的政治参与恰逢政治压迫社会主义者和共产主义者的红色恐慌。甚至在第二次世界大战结束之前，18名SWP领导人被监禁，成为“臭名昭着的史密斯法案的第一个受害者，这使得发表和宣布马克思、恩格斯、列宁和托洛茨基的思想成为叛国罪”。由于FBI使用的红色诱饵策略，布雷弗曼本人在钢铁公司被解雇。不受负面的影响，布拉弗曼继续他的政治工作，但通过用笔名“哈利弗兰克尔”写作来伪装他的活动。
在20世纪50年代，布雷弗曼是“红色（威尔士语：Cochranite）倾向”的领导者之一，这是一个由更广泛的SWP中的Bert Cochran（使用化名“E.R.Frank”）领导的潮流。布雷弗曼在某种程度上参与了各种托洛茨基主义倾向中普遍存在的宗派政治。然而，在1953年被驱逐出SWP之后，布雷弗曼帮助建立了社会主义联盟 - 明确地试图超越宗派政治并制定一个专注于美国的广泛左翼计划布雷弗曼成为美国社会主义者的编辑，出版社会主义联盟。正是在这些页面中，布拉弗曼首先开始更加具体地思考劳动力，劳动过程，机械和阶级意识 - 十多年后，这将成为工党和垄断资本的关键主题。
在20世纪60年代早期，布雷弗曼担任Grove Press的编辑，在那里他发表了马克西姆·X的自传。1967年，布雷弗曼成为Monthly Review Press的常务董事，这是他在余生中继续担任的职位。每月评论的编辑Paul Baran和Paul Sweezy，特别是他们的着作Monopoly Capital，在他对二十世纪资本主义的劳动过程进行分析时，对布雷弗曼产生了重大影响。

## 工作
布雷弗曼对垄断资本主义劳动过程的批评对工作社会学和劳动关系产生了持久的影响。在他的《劳动与垄断资本》一书中，布拉弗曼扩展了马克思关于资本主义工业增长对劳动过程影响的着作，特别关注大公司和寡头垄断行业的发展。马克思看到机器的出现和工人对劳动过程的控制越来越多，因为工人的技能转变为照料机器。这被视为加强了资本所有者，因为他们控制了操作工厂，运行机器和雇用劳动力所需的知识和技能。 布雷弗曼进一步提出了观点，他认为这种劳动力的定义是相对于资本的弱势地位。工作从将技能和经验的利用转变为无意识的，基于机器的，无能为力的活动。他总结了弗雷德里克泰勒制定的科学管理原则：1。将劳动过程与工人技能分离，2。将概念与执行分离，3。利用垄断权力对知识的控制，以控制劳动过程的每一步，它的执行方式。布拉弗曼认为泰勒对工作场所的处方“不亚于资本主义生产方式的明确表达”。